# Epigonus cavaticus
Epigonus cavaticus is een straalvinnige vissensoort uit de familie van diepwaterkardinaalbaarzen (Epigonidae). De wetenschappelijke naam van de soort werd voor het eerst geldig gepubliceerd in 2007 door Ida, Okamoto & Sakaue.